# ظاهر حسين خان
ظاهر حسين خان (بالإنجليزية: Zahir Hussein Khan)‏ هو لاعب إسكواش باكستاني، ولد في 4 أكتوبر 1960.

## وصلات خارجية
- ظاهر حسين خان على موقع SquashInfo.com (الإنجليزية)